# Toxocarpus
Toxocarpus är ett släkte av oleanderväxter. Toxocarpus ingår i familjen oleanderväxter.

## Dottertaxa tillToxocarpus, i alfabetisk ordning[1]
- Toxocarpus auriculatus
- Toxocarpus barbatus
- Toxocarpus batanensis
- Toxocarpus beddomei
- Toxocarpus bonii
- Toxocarpus borneensis
- Toxocarpus cyclosepalus
- Toxocarpus ellipticus
- Toxocarpus elmeri
- Toxocarpus excisus
- Toxocarpus fuscus
- Toxocarpus gagnepainii
- Toxocarpus glaucus
- Toxocarpus hainanensis
- Toxocarpus himalensis
- Toxocarpus hosseusii
- Toxocarpus insularis
- Toxocarpus kleinii
- Toxocarpus klossii
- Toxocarpus kurzii
- Toxocarpus laevigatus
- Toxocarpus lineatus
- Toxocarpus loheri
- Toxocarpus longipetalus
- Toxocarpus longistigma
- Toxocarpus merrillii
- Toxocarpus oblanceolatus
- Toxocarpus oliganthus
- Toxocarpus orientalis
- Toxocarpus ovatus
- Toxocarpus palghatensis
- Toxocarpus patens
- Toxocarpus pauciflorus
- Toxocarpus paucinervius
- Toxocarpus pierrei
- Toxocarpus roxburghii
- Toxocarpus rubricaulis
- Toxocarpus wangianus
- Toxocarpus wightianus
- Toxocarpus villosus